# Фредді Робінсон
Фре́дді Ро́бінсон (англ. Freddy Robinson), також відомий як Абу́ Талі́б (англ. Abu Talib), справжнє ім'я Фред Леро́й Ро́бінсон (англ. Fred Leroy Robinson; 24 лютого 1939, Мемфіс, Теннессі — 8 жовтня 2009, Ланкастер, Каліфорнія) — американський блюзовий і джазовий гітарист, басист і співак.

## Біографія
Народився 24 лютого 1939 року в Мемфісі, штат Теннессі. Син Отіса Робінсона і Джемелії Креншоу. Зростав на плантації неподалік Вест-Мемфіса, штат Арканзас; почав грати на гітарі у віці 9 років, на що його надихав його батько, який брав сина з собою на виступи Хауліна Вульфа, Елмора Джеймса і Б. Б. Кінга.
У 1956 році переїхав до Чикаго; згодом почав регулярно грати з Літтлом Волтером. Дебютував у студії у 1958 році, коли акомпанував Бірмінгему Джуніору на Ebony. Записувався з Літтлом Волтером, Хауліном Вульфом, Гарольдом Беррейджем і Джиммі Роджерсом на лейблі Chess наприкінці 1950-х і на початку 1960-х. Як соліст дебютував у 1962 році з інструментальним синглом «The Buzzard»/«The Hawk» на Queen (дочірньому лейблі King). У році 1966 році випустив «Go-Go Girl» на лейблі Checker (з Барбарою Еклін і Мемі Галор в якості бек-вокалісток).
Упродовж наступних років записувався як соліст і сесійний музикант, іноді пробував себе в жанрах джаз і ритм-енд-блюз. У 1968 році записувався з піанісом Монком Хіггінсом і the Blossoms (вокальним гуртом Дарлін Лав) в Лос-Анджелесі на Cobblestone. Грав з Ерлом Гейнсом (1967—70), Мілтоном Джексоном (1969), Джиммі Маккрекліном (1969), Боббі Браєнтом (1969), Стенлі Террентайном (1970), Джином Гаррісом і The Three Sounds (1971), Квінсі Джонсом (1971), Шейкі Джейком Гаррісом (1972), Джоном Мейоллом (1972), Блу Мітчеллом (1972—73).
У 1970-х переїхав до Лос-Анджелеса; був навернений в іслам і змінив своє ім'я на Абу Таліб. У 1972 році записав альбоми At the Drive-In і Bluesology. Грав з Луї Маєрсом (1978). Пізніше записувався на лейблі ICA Ела Белла.
Помер 8 жовтня 2009 року в Ланкастері, Каліфорнія у віці 70 років від раку в лікарні Ентелоуп-Веллі.

## Дискографія

### Альбоми
- The Coming Atlantis (World Pacific, 1968)
- Hot Fun in the Summertime (World Pacific/Liberty, 1968)
- At the Drive-In (Enterprise, 1971)
- Off the Cuff (Enterprise, 1974)

### Сингли
- «The Buzzard»/«The Hawk» (Queen, 1962)
- «The Creeper»/«Go-Go Girl» (Checker, 1966)